# Panel de consumidores
Un panel de consumidores es un tipo de panel de investigación de mercados. Se trata de una técnica de investigación de mercados que recoge de forma periódica información sobre las compras que realiza una muestra constante  y representativa de la población («los panelistas»), en un  mercado determinado.
Los paneles de consumidores se han desarrollado más que los paneles de minoristas debido básicamente a dos razones:
1. Permiten predecir las participaciones de las marcas de los nuevos productos.
2. Se pueden emplear como base para efectuar análisis de segmentación de mercado.

## Utilidad de un panel de consumidores
Gracias a la información que proporcionan los paneles de consumidores, se pueden conocer los siguientes datos:
- Tamaño del mercado y tendencias.
- Participación de las marcas, incluso por zonas geográficas.
- Precio medio de compra de un artículo.
- Ofertas especiales (descuentos, cupones, sorteos...)
- Tamaño y tipo de envase vendidos

Las empresas que compran los datos de un panel pueden adaptar sus productos, su comunicación o cualquier elemento del marketing mix a los gustos, necesidades y tendencias de consumo de los compradores.
Los paneles de consumo ofrecen información sobre la evolución de las compras de cada producto o variedad, el número de compradores, lo que gastan en los productos del mercado; también proporciona un perfil sociodemográfico de los compradores y sus hábitos de compra (cada cuanto tiempo, qué volumen cada vez, en qué establecimientos, etc.)
Este tipo de estudio permite trabajar con muestras que representan poblaciones muy grandes y obtener información periódica de ellas. Su complejidad y costosa estructura exigen que un panel de consumidores sea realizado por institutos de investigación especializados, siendo imprescindible renovar y vigilar permanentemente a los componentes del panel. Se estima que el 10-15 % de los panelistas abandona el panel cada año.

### Toma de decisiones
Los paneles de consumidores proporcionan datos e información objetiva que facilita la toma de decisiones sobre distintos asuntos relacionados con la venta de un producto:
La innovación.
La publicidad.
La política de precios.
Las actividades promocionales.
Las acciones de marketing directo.
La gestión por categorías de los productos.

### Herramienta clave
Un panel de consumidores resulta imprescindible en productos de gran consumo, productos farmacéuticos, productos de alimentación... porque prorpociona:
- Un seguimiento del mercado: categorías, marcas y cadenas distribución.
- Una herramienta de negociación: como moneda de cambio en operaciones de Trade Marketing.
- Un mejor conocimiento del consumidor: entender el comportamiento de compra del consumidor es fundamental para identificar fortalezas, debilidades, oportunidades y amenazas (Análisis FODA), y medir la rentabilidad de las acciones de Marketing.

## Ventajas de un panel de consumidores
La elección de un panel de consumo para medir un mercado presenta ventajas sobre otras metodologías:
a) La existencia del estudio a largo plazo permite invertir en la captación y formación de grandes muestras de consumidores, así como en tecnologías para la recogida de la información. Gracias a estas inversiones se mejora la calidad de la información y se hace posible analizar con seguridad estadística pequeños segmentos o tendencias de consumo.
b) Los participantes en el panel emplean sistemas de registro que previamente se han puesto a su disposición, como diarios de compras o lectores de códigos de barras, que proporcionan información más precisa y rica que otras metodologías basadas en el recuerdo del entrevistado.
c) El uso de una muestra constante permite identificar de forma precisa los cambios de hábitos de segmentos de consumidores. Así, es posible conocer qué marca compran ahora los consumidores que hace un año compraban la marca "x" y tomar decisiones gracias a esta información.